# Amon Göth
Amon Leopold Göth (Vienna, 11 dicembre 1908 – Cracovia, 13 settembre 1946) è stato un militare e criminale di guerra austriaco.
Ufficiale nazista, fu SS-Hauptsturmführer (capitano) e comandante del campo di concentramento di Płaszów vicino a Cracovia.

## Biografia

### Carriera militare
Nato nel 1908 in una famiglia d'impronta industriale, a 22 anni Amon Göth entrò a fare parte del Partito Nazionalsocialista Tedesco dei Lavoratori austriaco (matricola n. 510.764) e nello stesso anno si iscrisse alle SS austriache (n. 43.673).
Le sue prime attività sono pressoché sconosciute perché la sezione austriaca delle SS rimase illegale e clandestina fino all'annessione tedesca del 1938. Tra il 1932 e il 1938 fu membro dell'Allgemeine-SS a Vienna e nel 1937 passò al rango di Oberscharführer (sergente maggiore).
La carriera militare fu veloce: il 14 luglio 1941 venne nominato Untersturmführer (equivalente di sottotenente). Göth vantava l'esperienza dei campi di sterminio di Bełżec, Sobibór e Treblinka.

### Liquidazione dei ghetti
Nell'agosto 1942 Göth lasciò Vienna e raggiunse lo stato maggiore delle SS a Cracovia. Come ufficiale SS preposto ai campi di concentramento, fu inviato l'11 febbraio 1943 a costruire e dirigere un campo di lavori forzati a Płaszów. I prigionieri lavorarono ad un ritmo forsennato e il campo fu concluso un mese dopo. Il ghetto di Cracovia degli ebrei venne chiuso il 13 marzo 1943 e i sopravvissuti vennero imprigionati nel nuovo campo. Circa duemila persone morirono durante l'evacuazione del ghetto, qualcuno per esecuzione diretta di Göth.
Nel ghetto di Cracovia, Mieczysław Pemper fu testimone di una scena in cui Göth liberò i suoi cani, Ralf e Rolf, sugli ebrei. A settembre 1943, Göth fu incaricato di chiudere il ghetto di Tarnów. Si ignora il numero delle persone che furono uccise durante questa operazione. Il 3 febbraio 1944, Göth evacuò il campo di concentramento di Szebnie, ordinando che i detenuti non uccisi sul posto fossero deportati in altri campi. Questa operazione si concluse con centinaia di morti.
In seguito ad una doppia promozione che gli permise di arrivare al rango di Obersturmführer (tenente), il 20 aprile 1944 passò al rango di Hauptsturmführer (capitano). La sua assegnazione al posto di comandante al campo di lavoro di Płaszów fu posta questa volta sotto l'autorità diretta dei servizi economici e amministrativi delle SS.

### Płaszów, apogeo di una carriera
(Helen Jonas-Rosenzweig)

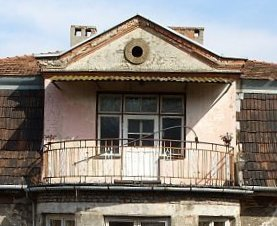
La balconata della casa di Amon Göth a Płaszów nel 2008

Nel campo di Płaszów la speranza di vita era in media di 4 settimane; con l'arrivo di Göth come comandante, i prigionieri subirono i trattamenti peggiori, sottomessi e uccisi in modi brutali. Con le sue abitudini sadiche, Göth si "dilettava" quotidianamente a sparare dal balcone della sua villa, situata di fronte al campo di concentramento, con un fucile di precisione su dei prigionieri a caso, oppure lasciava che altri venissero sbranati dai suoi due cani da guardia. Per questo era soprannominato "Schlächter von Płaszów" (il macellaio di Płaszów). Altri testimoni riferiscono che erano note le intenzioni criminali di Göth, a seconda dell'abbigliamento che indossava di volta in volta: se portava un semplice copricapo non vi era al momento alcun pericolo, se indossava invece il suo berretto da ufficiale esisteva un pericolo imminente, ma se portava un cappello tirolese con guanti e scialle bianchi, significava allora che egli era in cerca di vittime da uccidere. Si stima che Göth abbia ucciso di proprio pugno almeno 500 persone durante la sua permanenza a Płaszów.
A Płaszów, Göth intrattenne con l'industriale tedesco Oskar Schindler delle relazioni amichevoli, ma non disinteressate. Schindler si servì di questa relazione cordiale per risparmiare gli ebrei che lavoravano nella sua fabbrica e che, raccolti in un altro campo, erano finiti a Płaszów: il 4 settembre 1944 le autorità naziste chiusero il campo secondario e i detenuti ebrei vennero trasferiti ad Auschwitz. Per mantenere in vita i suoi operai, Schindler li barattò in cambio di argento e di prodotti provenienti dal mercato nero, proprio con il comandante Göth.
Poldek Pfefferberg, uno degli ebrei salvati dall'industriale Oskar Schindler, testimonia con questa espressione: Quando hai visto Göth, hai visto la morte.
Durante il processo di Göth nel 1946, Henryk Bloch descrive le seguenti fasi:

### Ritorno in Germania

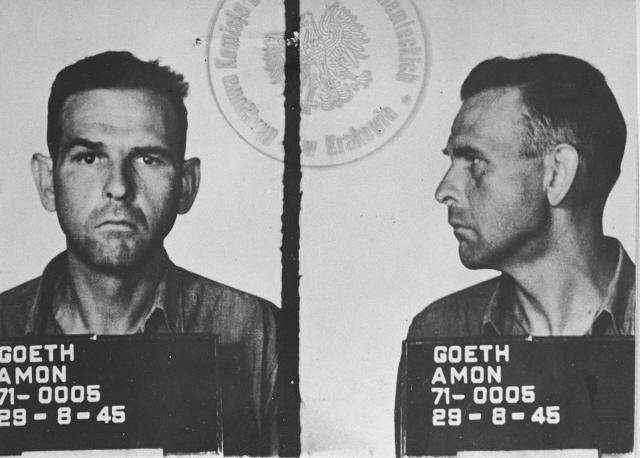
Foto segnaletica di Amon Göth dopo l'arresto nel 1945.

Il 13 settembre 1944, Göth venne sostituito ed assegnato all'ufficio amministrativo ed economico delle SS.
Poco più tardi, nel novembre 1944, fu accusato di aver sottratto, durante la liquidazione del ghetto, beni di proprietà del Reich (la legislazione nazista aveva infatti stabilito che i beni degli ebrei passassero alla giurisdizione tedesca).
Göth venne arrestato dalla Gestapo; doveva comparire davanti alla polizia SS, ma la sconfitta tedesca e l'avvicinarsi della fine della guerra indussero i suoi superiori ad abbandonare le indagini.
Göth fu ricoverato a Bad Tölz in Germania, dove i dottori delle SS gli diagnosticarono turbe mentali e una forma di diabete. Venne trasferito in un istituto per disturbi mentali dove venne arrestato dall'esercito americano nel maggio 1945.

### Il suo dopoguerra
Estradato in Polonia dopo la guerra, Amon Göth fu riconosciuto colpevole dal tribunale nazionale supremo polacco a Cracovia dell'assassinio di migliaia di persone. Il processo si svolse in due tempi: dal 27 al 31 agosto, poi dal 2 al 5 settembre 1946. Fu condannato a morte per i crimini commessi.
Di seguito un estratto del processo (traduzione libera):
1. L'accusato, mentre comandava il campo di lavoro di Płaszów (Cracovia) dall'11 febbraio 1943 al 13 settembre 1944, provocò la morte di circa 8.000 persone e ordinò lo sterminio di un gran numero di essi.
2. Mentre era SS-Sturmführer, l'accusato si occupò sotto ordine del SS-Sturmbannführer Willi Haase, della chiusura definitiva del ghetto di Cracovia. Questa liquidazione, che cominciò il 13 marzo 1943, privò della libertà 10.000 persone che furono internate nel campo di Płaszów e provocò la morte di altre 2.000.
3. Mentre era SS-Hauptsturmführer, l'accusato si occupò della chiusura del ghetto di Tarnów, il 3 settembre 1943. Il risultato di quest'azione fu la morte di un numero sconosciuto di persone, uccise nel campo di Tarnów; altre morirono per asfissia durante il trasporto in treno o furono sterminate in altri campi, soprattutto ad Auschwitz.
4. Tra settembre 1943 e il 3 febbraio 1944, l'accusato chiuse il campo di lavori forzati a Szebnie, vicino a Jaslo, e ordinò che i prigionieri fossero uccisi sul posto o deportati in altri campi, cosa che provocò la morte di migliaia di persone.
5. Durante le attività descritte dal punto 1 al punto 4, l'accusato si è appropriato dei beni dei prigionieri, dell'oro e delle liquidità che avevano depositato. Rubò vestiti, mobili e altri beni appartenuti a persone trasferite o internate e le spedì in Germania. Il valore dei beni rubati, in particolare delle liquidità, ammontava a milioni di Złoty polacchi secondo il tasso di cambio in vigore a quell'epoca.

Fu giustiziato mediante impiccagione il 13 settembre 1946 a Cracovia, vicino al campo di Płaszów. Si dovette ripetere l'esecuzione per tre volte, in quanto nei primi due tentativi la corda non era stata tesa abbastanza. Il suo corpo fu quindi cremato e le sue ceneri sparse nella Vistola.

## Filmografia
Il personaggio di Amon Göth appare nel libro di Thomas Keneally e nel film di Steven Spielberg Schindler's List - La lista di Schindler, in cui venne interpretato dall'attore Ralph Fiennes. Alla fine del film viene ripreso mentre si aggiusta i capelli prima dell'esecuzione dicendo "Heil Hitler". Il film non segue gli avvenimenti reali dell'esecuzione, ma mostra lo sgabello, sul quale stava in piedi il condannato, rompersi solo dopo essere stato preso a calci dai soldati polacchi diverse volte.